# Klas Pontus Arnoldson
Klas Pontus Arnoldson (Göteborg, 27 oktober 1844 – Stockholm, 20 februari 1916) was een Zweeds auteur, journalist en politicus. Hij was de oprichter en eerste voorzitter van de Zweedse vredesvereniging.
Arnoldson was een pacifist. In 1908 won hij de Nobelprijs voor de Vrede, samen met Fredrik Bajer.